# Lebkuchen

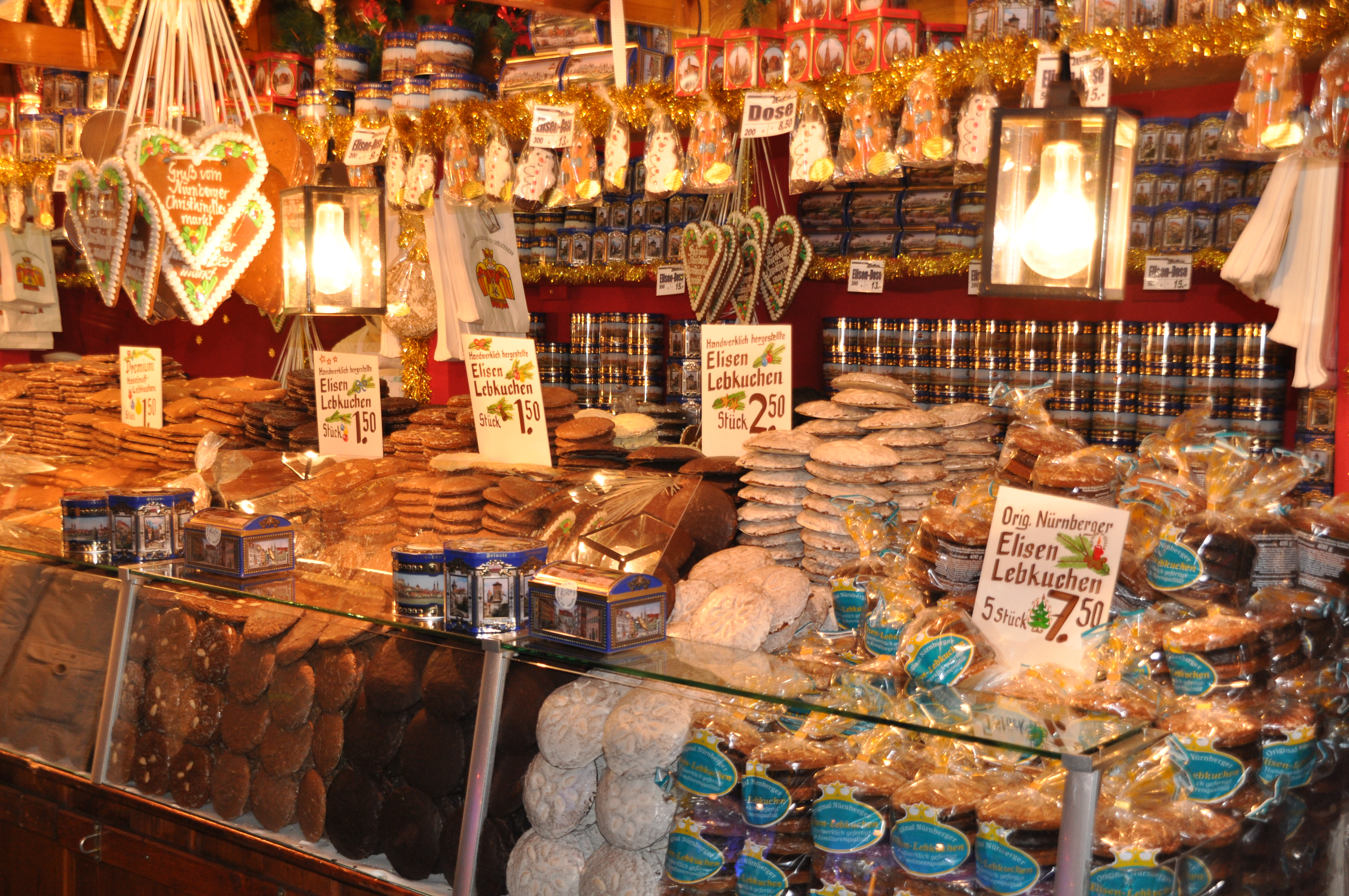
Quày bán Lebkuchen tại chợ Giáng sinh ở Đức

Lebkuchen, còn gọi là Lebzelten, Pfeffer-, Gewürz- hay Honigkuchen, là một loại bánh ngọt, có nhiều gia vị và có thể để lâu được. Nó có nhiều dạng và biến thể khác nhau. Trong nhiều nền văn hóa nó là một phần không thể thiếu được trong các loại bánh giáng sinh, một vài loại cũng phổ biến suốt năm tại các tại hội chợ, lễ hội. Thợ làm bánh liệt Lebkuchen vào loại bánh để lâu được.
Việc sản xuất Lebkuchen có một truyền thống lâu đời tại Đức và ở nhiều nơi là một phần của văn hóa làm bánh địa phương, trong đó một số tên được bảo vệ là đặc sản của khu vực như Nürnberger Lebkuchen, Aachener Printen hoặc Pulsnitzer Pfefferkuchen ở Đức.
Trước đây, các nhà sản xuất Lebkuchen thường làm một nghề khác hơn là thợ làm bánh, họ tự gọi mình là Lebzelter, Lebküchler, Lebküchner - những thuật ngữ mà ngày nay vẫn thường được sử dụng bởi các thợ làm bánh, mà chuyên về Lebkuchen. Cho đến ngày 3 tháng 10 năm 1990, Pfefferküchler là một nghề thủ công và ở Đông Đức. Tám năm sau đó, học nghề để trở thành thợ làm bánh chuyên môn Pfefferküchler lại được Bộ kinh tế cho dạy trở lại.

## Mô tả
Đặc trưng của tất cả các Lebkuchen là chúng chứa rất nhiều chất ngọt (mật ong: truyền thống), nhưng được thêm vào rất ít hoặc không có nước, sữa và chất béo. Do kết cấu khô và có đường, nó có thể giữ được trong một thời gian dài. Một biểu hiện đặc trưng khác là chúng được cho nhiều gia vị nên có vị đặc biệt và ngọt ngào. Gia vị Lebkuchen điển hình là tiểu hồi cần, thì là, gừng, bạch đậu khấu, rau mùi, bông nhục đậu khấu, nhục đậu khấu, đinh hương, ớt và quế. Gia vị Lebkuchen trộn sẵn cũng được bán trên thị trường.

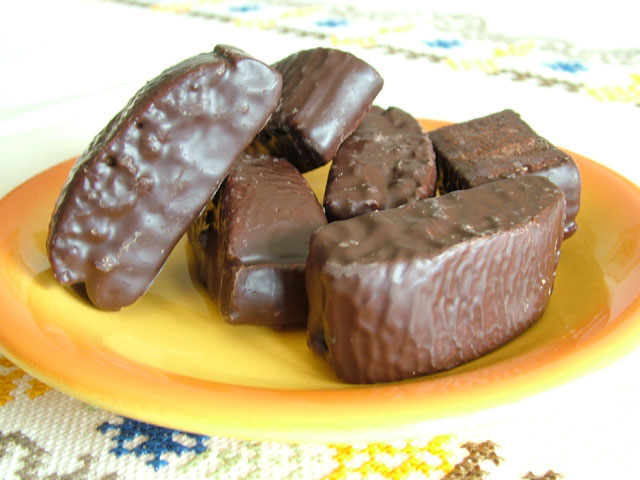
Pulsnitzer Spitzkuchen
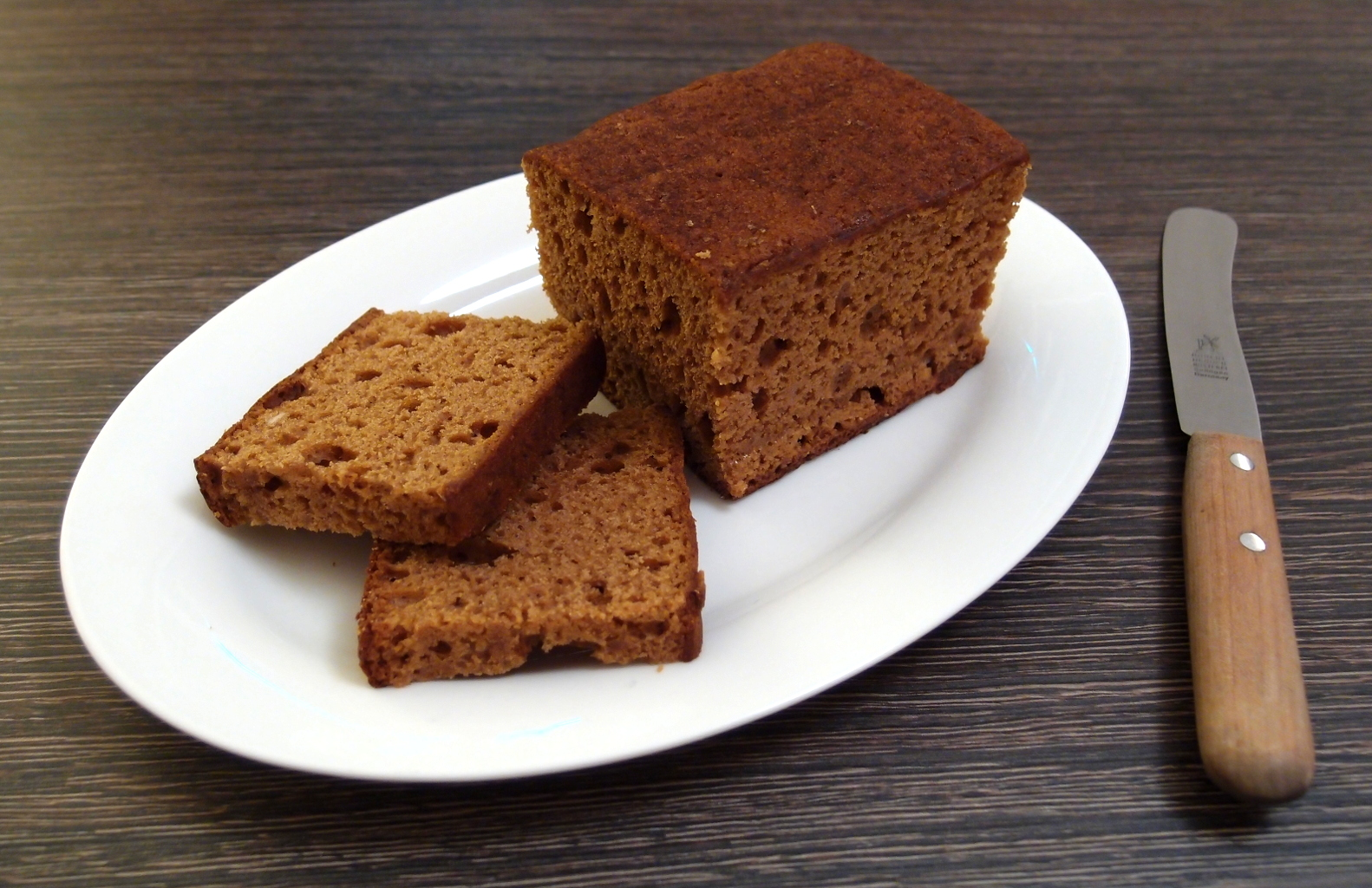
Bánh ăn sáng Hà Lan
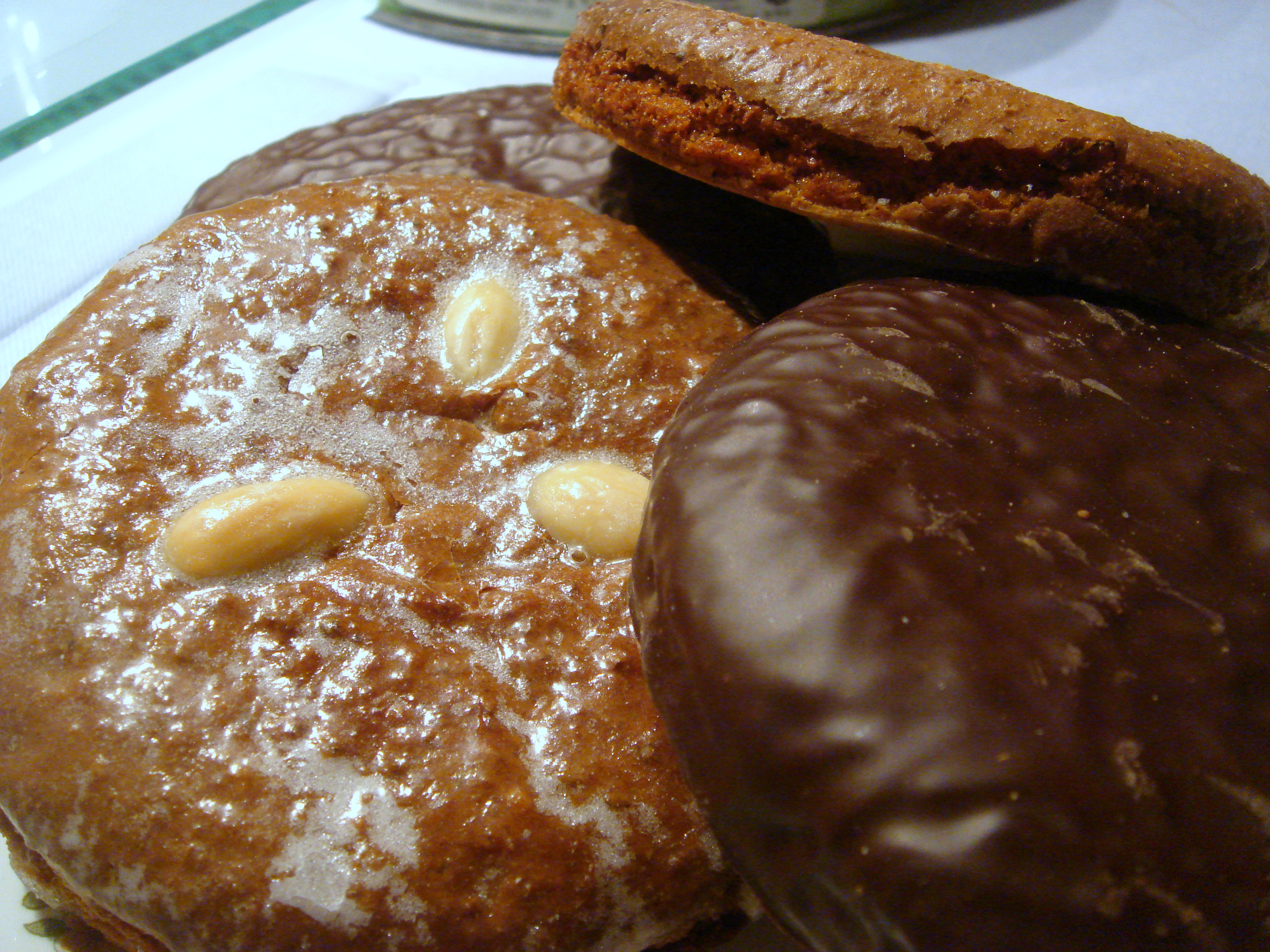
Nürnberger Lebkuchen
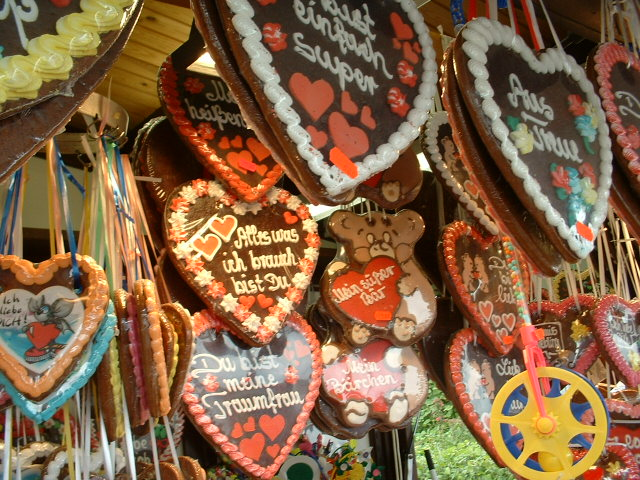
Lebkuchenherzen (hình trái tim)
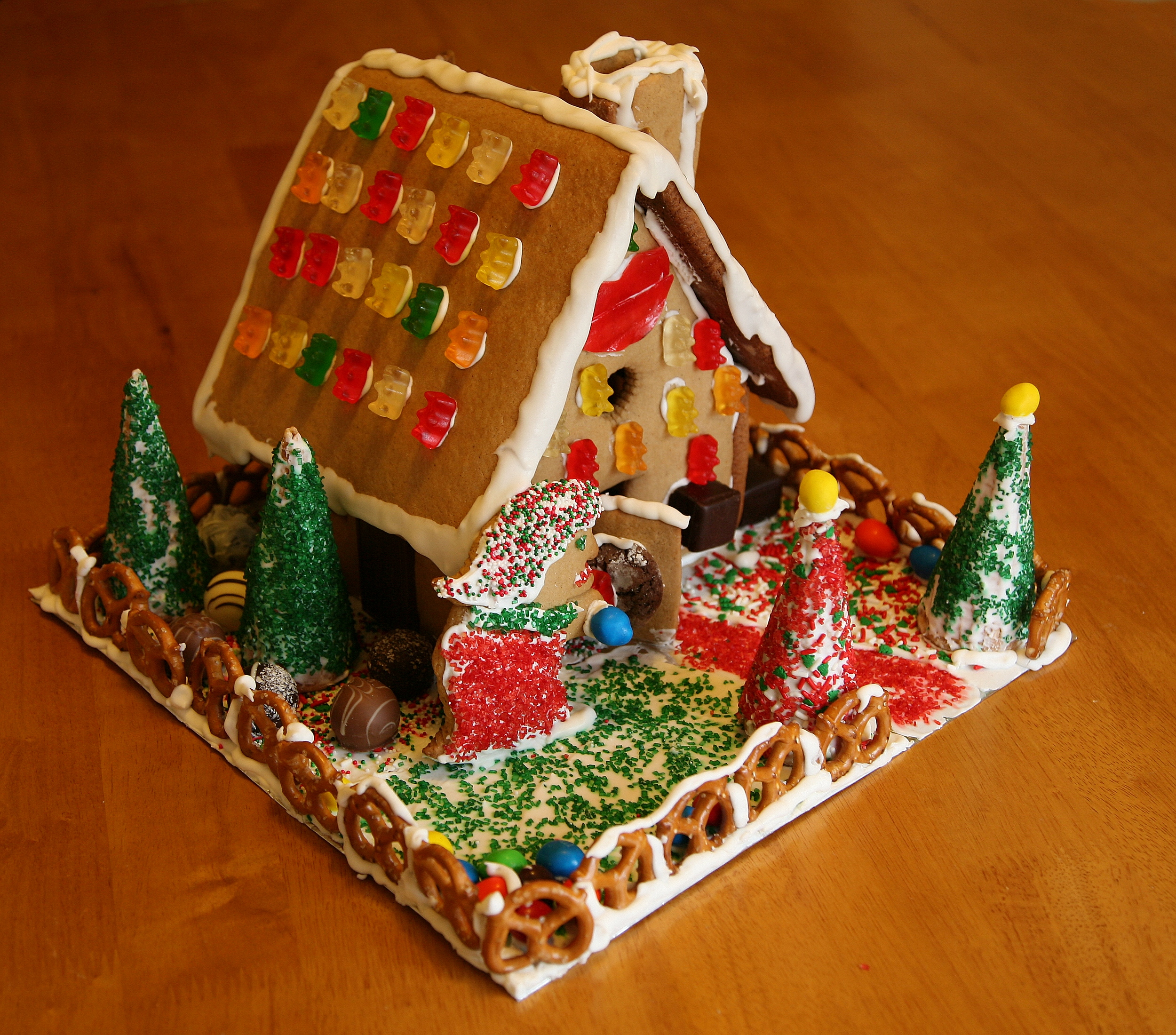
Lebkuchenhaus